# Wąsewo-Lachowiec
Wąsewo-Lachowiec – kolonia w Polsce położona w województwie mazowieckim, w powiecie ostrowskim, w gminie Wąsewo.
W latach 1975–1998 miejscowość administracyjnie należała do województwa ostrołęckiego.